# グラスアイオノマーセメント
グラスアイオノマーセメント（glass ionomer cement、以下GIC)とは、歯科医療に用いられる有機セメントの一種で、歯質（エナメル質・象牙質）と金属に接着性があり、フッ素徐放性を示す材料である。
その用途は多岐に渡り、成形歯冠修復材、裏層材、合着材、窩溝填塞材（フィッシャーシーラント）など、現代の歯科医療において広く用いられている。

## 名称
開発当初はASPA（粉末のalumino-silicata glassと液のpolyacrylic acidの頭文字）と略称されていた。
「アイオノマー」という名称はデュポン社（米）の商標であり、ISOでは「グラスポリアルケノエートセメント」(glass polyalkenoate cement)と呼称されている。
しかし、学術論文でも「グラスアイオノマー」の名称が用いられているため、本項もそれに準じる。

## 開発
GICは1969年にイギリス国立科学研究所のWilsonとKentによって開発された。
その後、バリウムガラスの添加でX線造影性を持たせる、HY材（タンニン・フッ化物）の添加で抗菌性を持たせる、アマルガム粉末の添加で物性の向上を図るなどの改良が施され、各メーカーで製品化されている。
さらには、レジン成分、光硬化反応システムを付与した「レジン強化型グラスアイオノマーセメント」（Resin-modified glass ionomer cement、以下RMGIC)や、粉液比を高めることで臼歯咬合面の充填も可能な「高強度充填用グラスアイオノマーセメント」（High viscosity glass ionomer cement、以下HVGIC）などが開発され、現在に至る。
なお、以前のGICをRMGICやHVGICと区別するときは、「従来型グラスアイオノマーセメント」（Conventional glass ionomer cement、以下CoGIC）と表現することがある。

## 組成
1. CoGIC
  - 粉末：フルオロアルミノシリケートガラス（フッ化物を含むアルミノケイ酸塩ガラス）
シリカ（SiO2）、アルミナ（Al2O3）のほか、フッ素徐放性を示すためのCaF2、AlF3、NaFなどが含まれている。
  - 液 ：ポリアクリル酸とイタコン酸の共重合体（またはポリアクリル酸とマレイン酸の共重合体）を約50%含んだ水溶液。
このほか、液のゲル化防止と操作性向上、硬化性向上などのため、酒石酸を5%添加している。
2. RMGIC
  - 粉末：CoGICの粉末に重合促進剤を配合。
  - 液 ：CoGICの液に、HEMA(水溶性レジンモノマー）や光重合開始剤、化学重合開始剤を配合。